# Premonition (film 2004)
Premonition (予言?, Yogen) è un film del 2004 diretto da Norio Tsuruta.
Il film, di genere J-Horror, è ispirato al manga Kyoufu Shinbun (Il giornale del terrore) di Jiro Tsunoda, pubblicato sulla rivista Shonen Champion nel 1973.
Il film fa parte della serie horror J-Horror Theater.

## Trama
Dopo essersi fermato ad una cabina telefonica per inviare documenti con il modem del proprio portatile, il professor Hideki Satomi rinviene un ritaglio di giornale con la data del giorno dopo che riporta la notizia della morte di sua figlia Nana di 5 anni in un incidente stradale. Di lì a poco un camion travolge l'auto ferma sul ciglio della strada uccidendo la bambina che era rimasta all'interno.
Tre anni dopo Hideki ha divorziato dalla moglie Ayaka, che comunque ha continuato a cercare persone dotate del potere sovrannaturale di ricevere il "fatale" giornale del giorno dopo per poter tornare a credere all'ex-marito, verso cui nutre ancora sentimenti. Ayaka scopre che effettivamente esistono persone che sono colpite da una maledizione simile e si rimette in contatto col marito. Egli infatti continua ad essere perseguitato da visioni di notizie che devono ancora accadere.